# Dirección de Meteorología e Hidrología (Paraguay)
La Dirección de Meteorología e Hidrología (DMH) es una organización paraguaya encargada de informar/alertar los datos meteorológicos e hidrológicos del país.

## Historia
Según Decreto Ley N° 9926 de fecha 7 de noviembre de 1938, se creó la Dirección de Meteorología, reorganizando los Servicios Meteorológicos bajo una única Dirección, dependiente del Ministerio de Guerra y Marina, actualmente Ministerio de Defensa Nacional. 
El desarrollo de la meteorología en el Paraguay, tuvo sus orígenes en los registros realizados por el naturalista, antropólogo y botánico suizo, Moisés Santiago Bertoni, quien entre 1887 y 1929, realizó varias series de observaciones meteorológicas en forma independiente, en la zona que actualmente ocupa parte del embalse de la Represa Hidroeléctrica de Itaipú, ubicada en el Departamento de Alto Paraná. 
La colección y registro sistemático de los datos relativos con la frecuencia de las precipitación, la humedad, el comportamiento del viento y la temperatura del aire efectuada durante aproximadamente 50 años, plasmó en numerosas publicaciones, y algunas prácticas sobre pronósticos de precipitaciones en el Paraguay, sobre la base de los datos estadísticos de los 12 meses del año, generando de este modo un calendario de lluvias utilizado por mucho tiempo como referencia por los agricultores. 

## Sitio web
- Dirección de Meteorología e Hidrología del Paraguay

- Datos: Q5808058